# Avianca (Guatemala)
Aviateca S.A., con la marca Avianca Guatemala, es una aerolínea regional guatemalteca con sede en el Aeropuerto Internacional La Aurora, en la zona 13 de la Ciudad de Guatemala. La aerolínea se fundó en 1929 y actualmente forma parte de Avianca Group, un consorcio de aerolíneas con presencia en la mayoría de países de América Latina. A principios de los años 1990, Aviateca fue agregada al Grupo TACA, una alianza entre varias aerolíneas centroamericanas, las cuales en febrero de 2010 se fusionaron con Avianca. Desde principios de 2013 los aviones, promoción y mercadeo se organizan desde el grupo Avianca.
Su inclusión en el grupo Avianca, uno de los conglomerados de aerolíneas más grandes de América Latina, le ha permitido ofrecer una red de rutas que fortalece la conectividad regional y fomenta el intercambio comercial y cultural. La capacidad de operar vuelos directos a importantes centros regionales y globales no solo ha mejorado la accesibilidad para viajeros y empresarios, sino que también subraya el papel central de Aviateca en el dinamismo del transporte aéreo en América Central, contribuyendo de manera sustancial al desarrollo económico y la integración regional.

## Historia
La aerolínea se estableció en 1929 como Aerovías de Guatemala y fue fundada por Alfredo Denby Chattfield. El 14 de marzo de 1945 la aerolínea fue nacionalizada durante el gobierno de Juan José Arévalo y constituida como Empresa Guatemalteca de Aviación S.A. que fue abreviada a Aviateca. Uno de los fundadores originales fue Alfredo Castañeda Duarte quien también se desempeñó como piloto. Aviateca inició operaciones en marzo de 1946 y los primeros aviones operados por el Douglas DC-2. En 1961, empezaron a cubrir la ruta Ciudad de Guatemala-Miami, Florida con un Douglas DC-6. Poco después se adquirieron Convair 340/440 de 2 motores para reemplazar los DC-3 en rutas en Latinoamérica.
Fue la aerolínea bandera de Guatemala, hasta su absorción por parte de TACA en 1990, con un 49% de las acciones, cuando la misma fue privatizada por el gobierno de Vinicio Cerezo. Sin embargo, TACA tenía decisión de voto y veto en Aviateca, debido a que Florence Kriette, guatemalteca pero parte de la familia Kriette, socia mayoritaria de TACA, posee alrededor del 15% de las acciones de Aviateca. También es importante notar que la aerolínea cedió los derechos de tráfico a TACA, incluyendo la 5.ª libertad, y también tomar en cuenta lo significó para Guatemala (derechos de cabotaje y explotación sin límite).
Actualmente el grupo de aerolíneas que conforman Avianca la hacen la segunda aerolínea más grande y más importante de toda América Latina, haciendo presencia en la gran mayoría de los países del continente americano y del continente Europeo. El hub principal de Avianca se encuentra en la ciudad de Bogotá, posee otros centros de conexiones en Lima y en El Salvador.
En mayo de 2022, Avianca por consecuencia de la Pandemia de Covid-19 en 2020 y la posterior disminución de ingresos por el cierre del espacio aéreo internacional, aposto por reorganizarse económicamente por el capítulo 11 de la Ley de Bancarrota de Estados Unidos. En diciembre de 2021 la aerolínea colombiana culminó el proceso de restauración financiera por lo cual cambio su modelo de negocio a uno similar a una "Low Cost" o aerolínea de bajo costo, aunque públicamente hayan admitido que no seguirían esta fila de comercio; a su vez en el proceso de renovación la línea aérea simplificó su flota quedándose únicamente con aeronaves Airbus A320 y Boeing 787 Dreamliner, eliminando lentamente de su flota otro tipo de aviones como los Airbus A330 y los ATR 72, estos últimos utilizados en rutas regionales.
En el tiempo en el cual estuvieron en quiebra perdieron una de las rutas más significativas en términos de historia para la aerolínea, la cual es GUA-FRS, con esto último además de la pérdida de aeronaves regionales tipo ATR, se consolidó el casi desaparecimiento de la aerolínea que viene desde el legado de la original Aviateca. Cuando Avianca Guatemala cesó operaciones, sin flota ni rutas, por medio de Avianca Colombia y Avianca el Salvador se podían realizar vuelos a otros países desde Guatemala. A finales del 2022 Avianca Guatemala reinicia operaciones nacionales e internacionales con un Airbus A320-200 con matrícula guatemalteca N538AV. Durante el período 2023-2024, Avianca Guatemala ha mostrado un crecimiento en el número de pasajeros, a medida que el sector aéreo se recupera de los efectos de la pandemia de COVID-19. Según informes y datos de la industria, la aerolínea ha registrado un aumento en la demanda de vuelos tanto nacionales como internacionales, impulsado por la recuperación del turismo y el incremento en los viajes de negocios.

## Flota

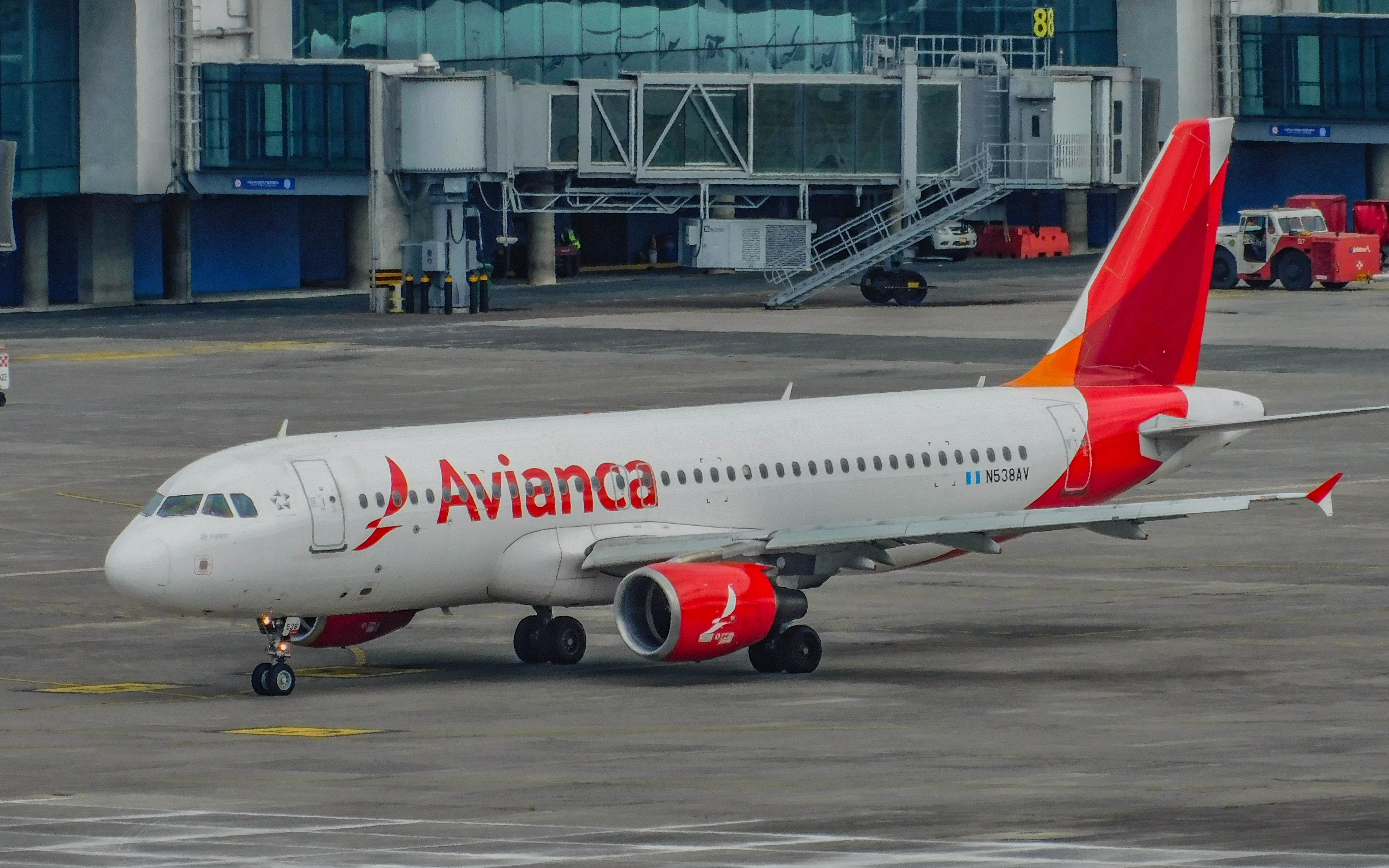
Airbus A320-200 N538AV de Avianca Guatemala (Aviateca).

| Aeronave        | En servicio | Pedidos | Asientos                                             | Asientos                                             | Asientos                                             | Matrículas                                           | Antigüedad                                           |
| Aeronave        | En servicio | Pedidos | C                                                    | Y                                                    | Total                                                | Matrículas                                           | Antigüedad                                           |
| --------------- | ----------- | ------- | ---------------------------------------------------- | ---------------------------------------------------- | ---------------------------------------------------- | ---------------------------------------------------- | ---------------------------------------------------- |
| Airbus A320-200 | 1           | —       | 12                                                   | 168                                                  | 180                                                  | N538AV                                               | 12 años                                              |
| Total           | 1           | —       | Edad media de la flota (noviembre de 2024): 12 años. | Edad media de la flota (noviembre de 2024): 12 años. | Edad media de la flota (noviembre de 2024): 12 años. | Edad media de la flota (noviembre de 2024): 12 años. | Edad media de la flota (noviembre de 2024): 12 años. |

## Destinos

Rutas de Avianca desde GUA.
Se muestra en color rojo las rutas de Aviateca, en color azul las rutas de LACSA y en color morado las rutas de TACA.

Avianca Guatemala sirve los siguientes destinos:
| Países                       | Destinos            | Aeropuertos                                                                                                 |
| Norteamérica                 | Norteamérica        | Norteamérica                                                                                                |
| ---------------------------- | ------------------- | --- |
| Estados Unidos               | Chicago             | Aeropuerto Internacional O'Hare (estacional, operado por Avianca Costa Rica)                                |
| Estados Unidos               | Los Ángeles         | Aeropuerto Internacional de Los Ángeles (estacional, operados por Avianca Costa Rica y Avianca El Salvador) |
| México                       | Cancún              | Aeropuerto Internacional de Cancún                                                                          |
| Centroamérica                |                     | |
| El Salvador                  | San Salvador        | Aeropuerto Internacional de El Salvador                                                                     |
| Guatemala                    | Ciudad de Guatemala | Aeropuerto Internacional La Aurora (HUB)                                                                    |
| Guatemala                    | Flores              | Aeropuerto Internacional Mundo Maya                                                                         |
| Honduras                     | San Pedro Sula      | Aeropuerto Internacional Ramón Villeda Morales                                                              |
| Honduras                     | Tegucigalpa         | Aeropuerto Internacional de Comayagua                                                                       |
| Sudamérica                   |                     | |
| Colombia                     | Bogotá              | Aeropuerto Internacional El Dorado                                                                          |
| Total: 9 destinos, 6 países. |                     | |

## Flota histórica

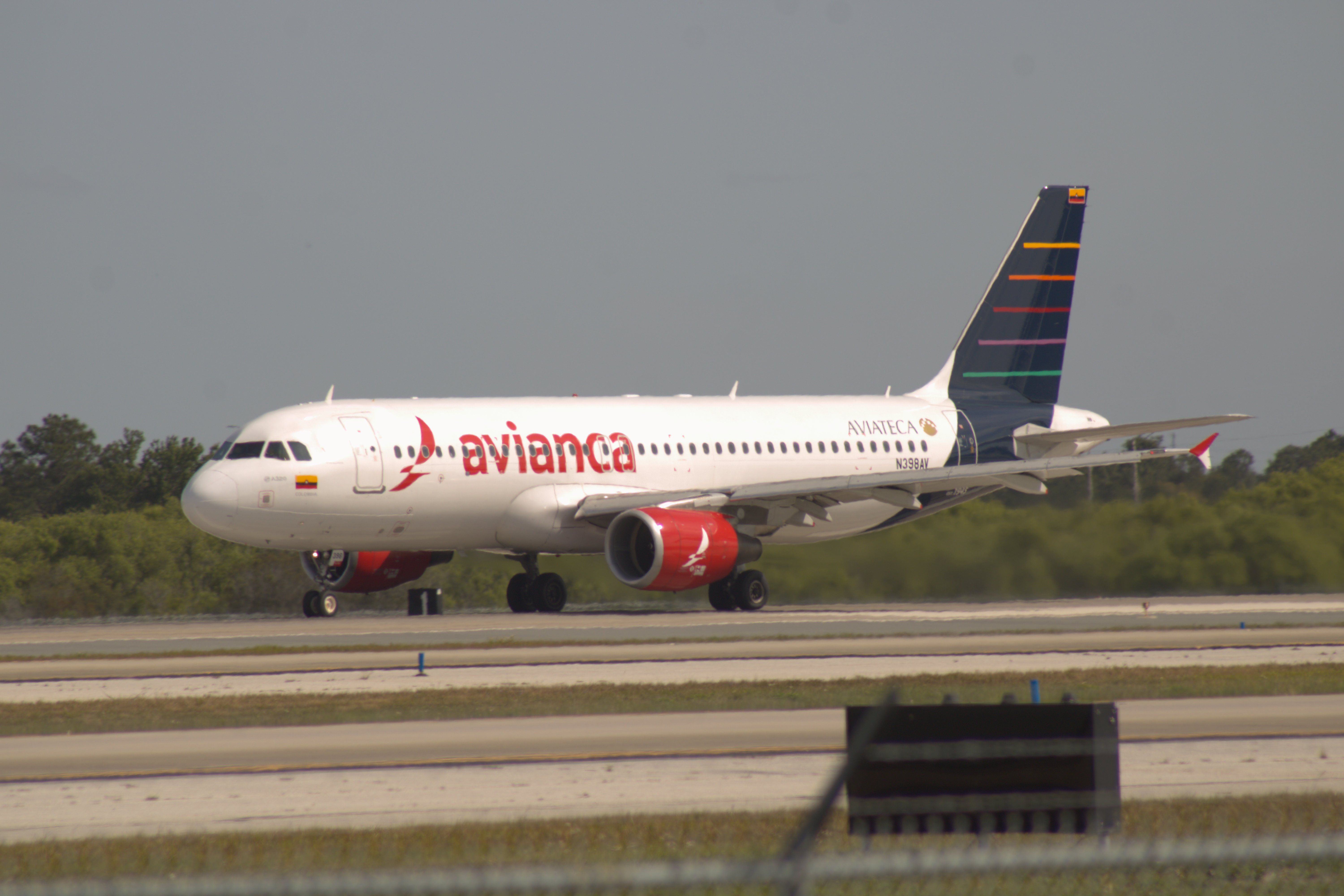
Airbus A320 con la librea conmemorativa de Aviateca, en el Aeropuerto Internacional Sanford.

| Aeronave                            | Número | Introducido | Retirado | Matrículas                                                                                              |
| ----------------------------------- | ------ | ----------- | -------- | --- |
| ATR 42                              | 8      | 2006        | 2015     | TG-RYM, TG-TRA, TG-AGD, TG-MYH, TG-AGC, TG-TRA, TG-TRB y OY-EDH                                         |
| ATR 72                              | 4      | 2014        | 2021     | TG-TRC, TG-TRD, TG-TRE y TG-TRF                                                                         |
| BAC 1-11                            | 3      | 1970        | 1979     | TG-ARA, TG-AVA y TG-AYA                                                                                 |
| Boeing 720                          | 3      | 1977        | 1979     | N421MA, N7218U y TF-VLC                                                                                 |
| Boeing 727-100                      | 4      | 1979        | 1989     | N5607, TF-FLH, TG-ALA y TG-AYA                                                                          |
| Boeing 737-200                      | 12     | 1991        | 2004     | N121GU, N122GU, N123GU, N125GU, N126GU, N127GU, N236TA, N238TA, N239TA, N4501W, N4516W y ZK-NAR         |
| Boeing 737-300                      | 9      | 1989        | 1995     | G-DHSW, G-MONF, N101GU, N102GU, N103GU, N375TA, N75356, N841LF y N851LF                                 |
| Cessna 208 Caravan                  | 3      | 1998        | 2006     | TG-RDC, TG-RSL y TG-EAA                                                                                 |
| Convair CV-340                      | 1      | 1976        | 1979     | TG-ABA, TG-ACA, TG-ARA y TG-AJA                                                                         |
| Curtiss C-46 Commando               | 6      | 1949        | 1975     | N3916C, TG-ABA, TG-ACA, TG-ALA, TG-AQA y TG-P-ABA                                                       |
| Douglas DC-2                        | 2      | 1945        | 1952     | TG-ABA y TG-ACA                                                                                         |
| Douglas DC-3/C-47                   | 5      | 1945        | 1979     | TG-ASA, TG-AHA, TG-AXA, TG-AJA y TG-AKA                                                                 |
| Douglas DC-4/C-54                   | 2      | 1954        | 1970     | TG-ARA y TG-AOA                                                                                         |
| Douglas DC-6                        | 13     | 1961        | 1984     | TG-ANA, N59050, N93123, N93132, TG-ABA, TG-ADA, TG-AHA, TG-APA, TG-COC, TG-RUZ, N59050, N93123 y N93132 |
| Douglas DC-8                        | 1      | 1988        | 1989     | N30UA                                                                                                   |
| Fokker F-27                         | 3      | 1978        | 1983     | TG-AIA, TG-AEA y TG-AOA                                                                                 |
| Fokker F-28                         | 1      | 1974        | 1975     | TG-CAO                                                                                                  |
| Lockheed L-1049 Super Constellation | 1      | 1972        | 1972     | N6932C                                                                                                  |

## Accidentes
- 17 de febrero de 1975, un Douglas C-47A TG-AMA se  incendió en el Aeropuerto del Petén, Tikal.[9]
- 18 de noviembre de 1975, Douglas C-47 TG-AGA se estrelló en el Departamento del Petén en vuelo desde Uaxactun al Aeropuerto Internacional de Flores.[10]
- 27 de abril de 1977, accidente del Convair 240 de Aviateca, un Convair 240 TG-ACA, se estrelló cerca de Ciudad de Guatemala.
- 30 de septiembre de 1977, Douglas C-47A TG-AKA tuvo daños considerables al aterrizar en Aeropuerto Internacional de Flores, de Santa Elena, El Petén. falleciendo un miembro de la tripulación.[11]
- 26 de julio de 1978, Douglas DC-3 TG-AFA se pasó de la pista durante el despegue en el Aeropuerto Internacional de Flores, debido a un golpe con aves ocasionando severos daños a la aeronave.[12] La aeronave fue reparada y retorno al servicio.[13]
- 9 de agosto de 1995, aproximadamente a las 20:14 hora local, el Boeing 737-200 (N125GU) se destruyó al estrellarse con el volcán Chichontepec, 15 millas al noreste de Aeropuerto Internacional de El Salvador. El vuelo 901 Aviateca  (GU901), los 58 pasajeros y la tripulación murieron. Debido al mal tiempo y tormentas la aeronave fue desviada a otra ruta. La aeronave era propiedad de CIT Leasing Corporation y era alquilado a Aviateca.[14][15]

## Galería

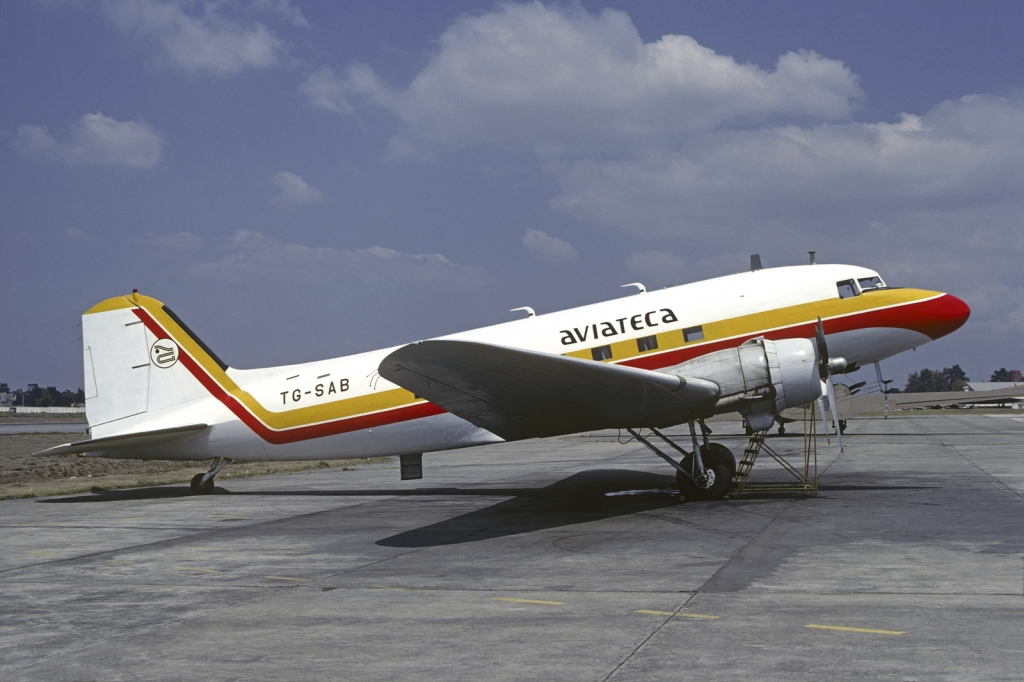
Douglas DC-3 con matrícula TG-SAB de Aviateca
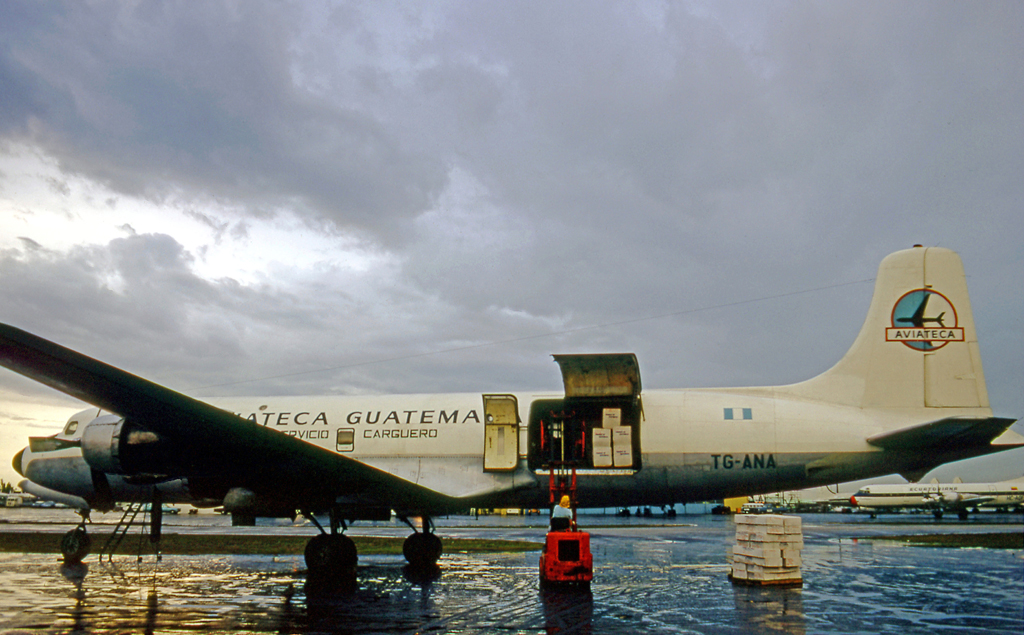
Douglas DC-6 con matrícula TG-ANA de Aviateca
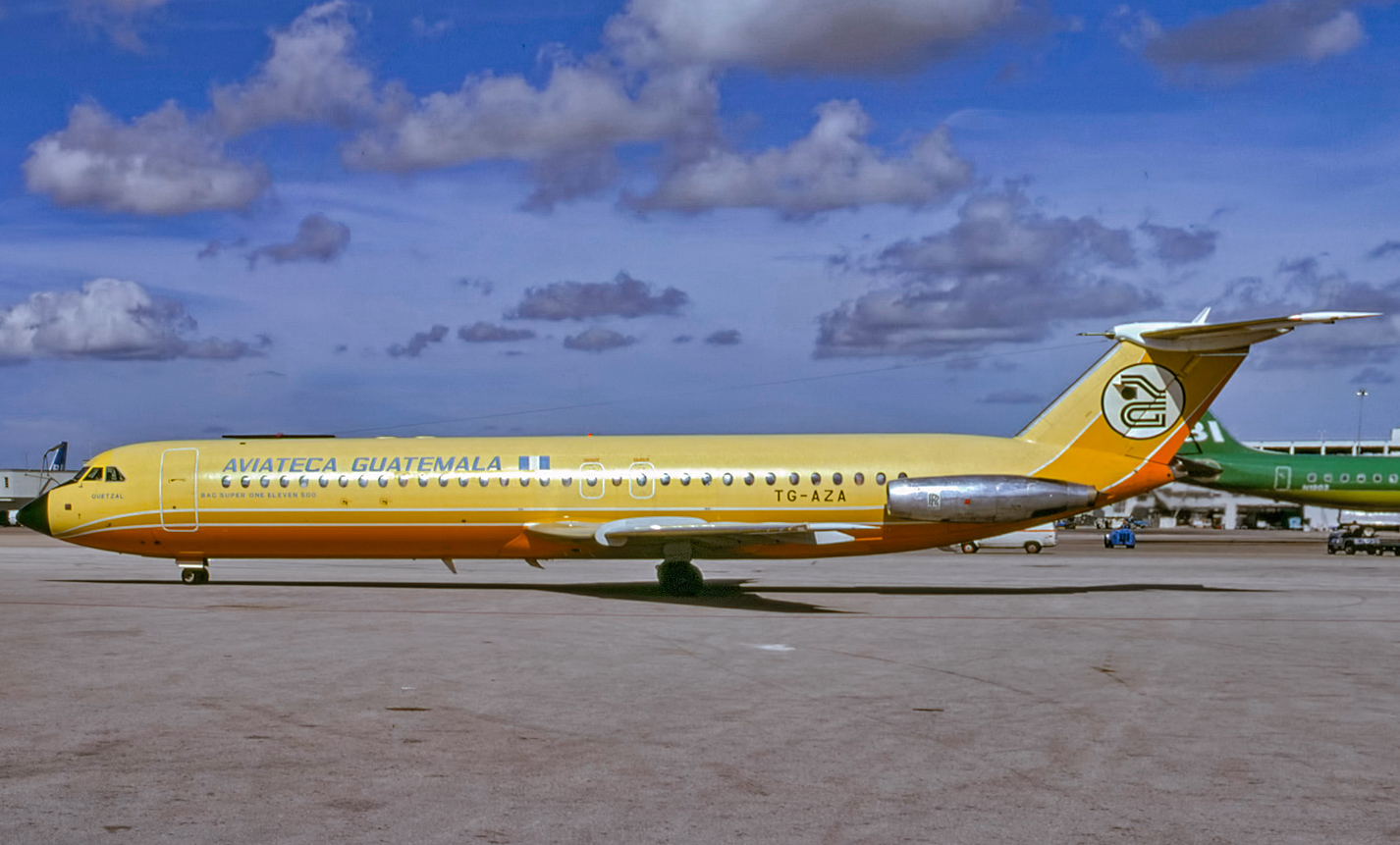
BAC 1-11 con matrícula TG-AZA de Aviateca
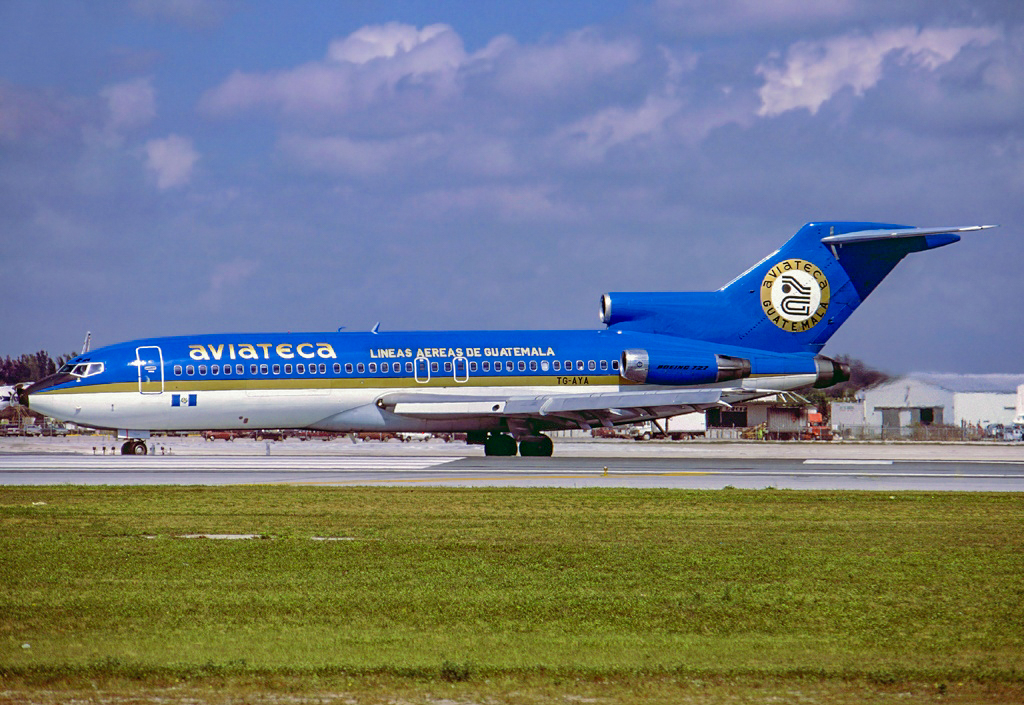
Boeing 727-200 con matrícula TG-AYA de Aviateca
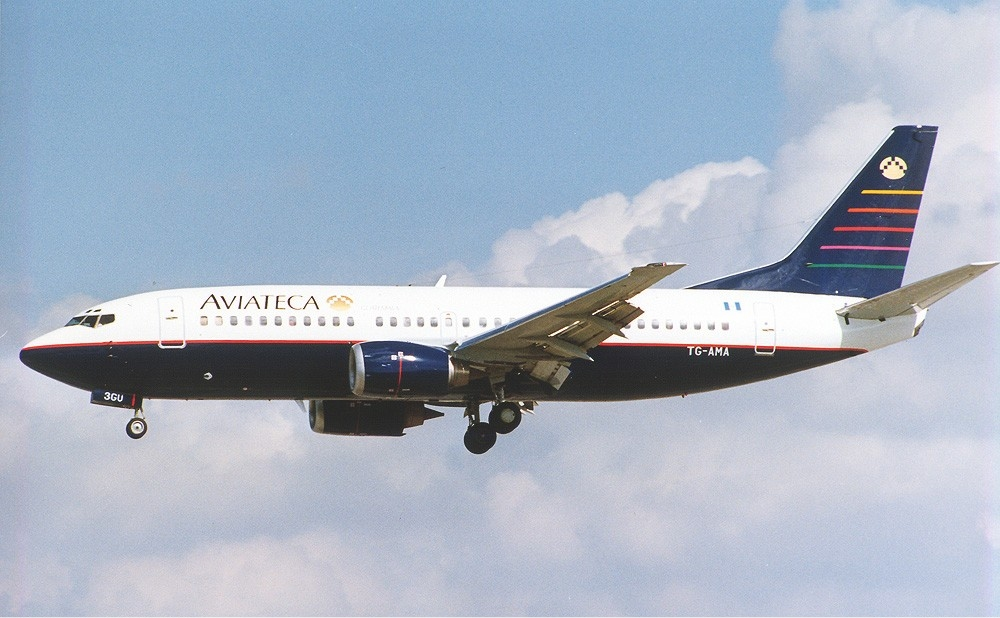
Boeing 737-300 con matrícula TG-AMA de Aviateca
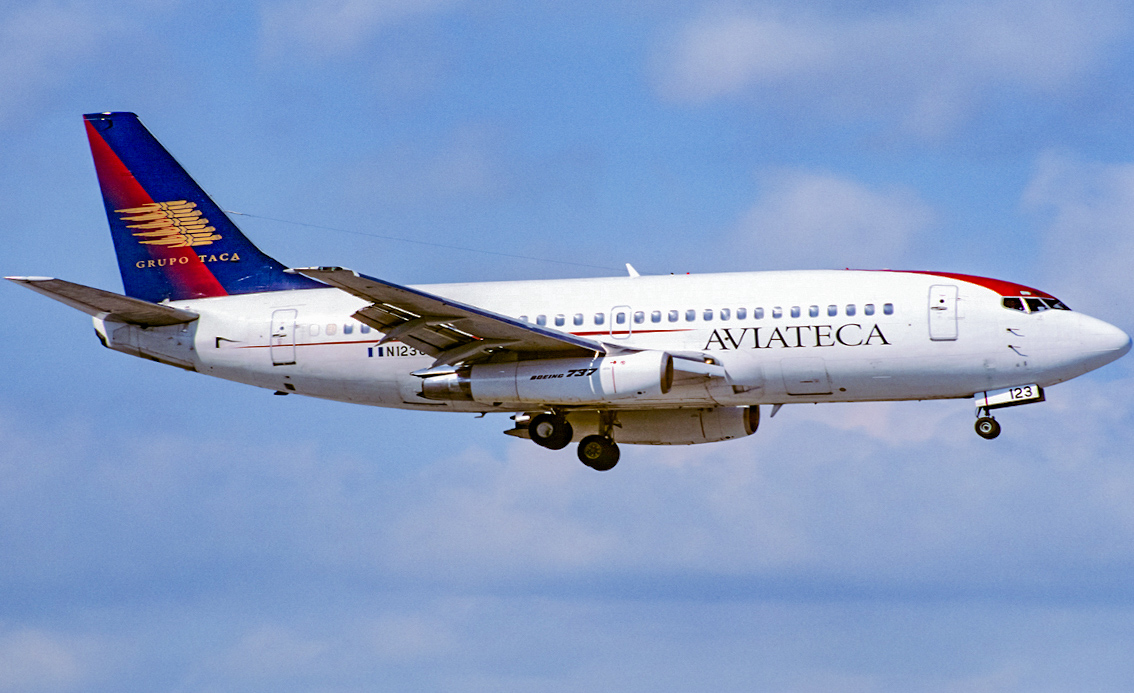
Boeing 737-300 de Aviateca con librea de Grupo Taca
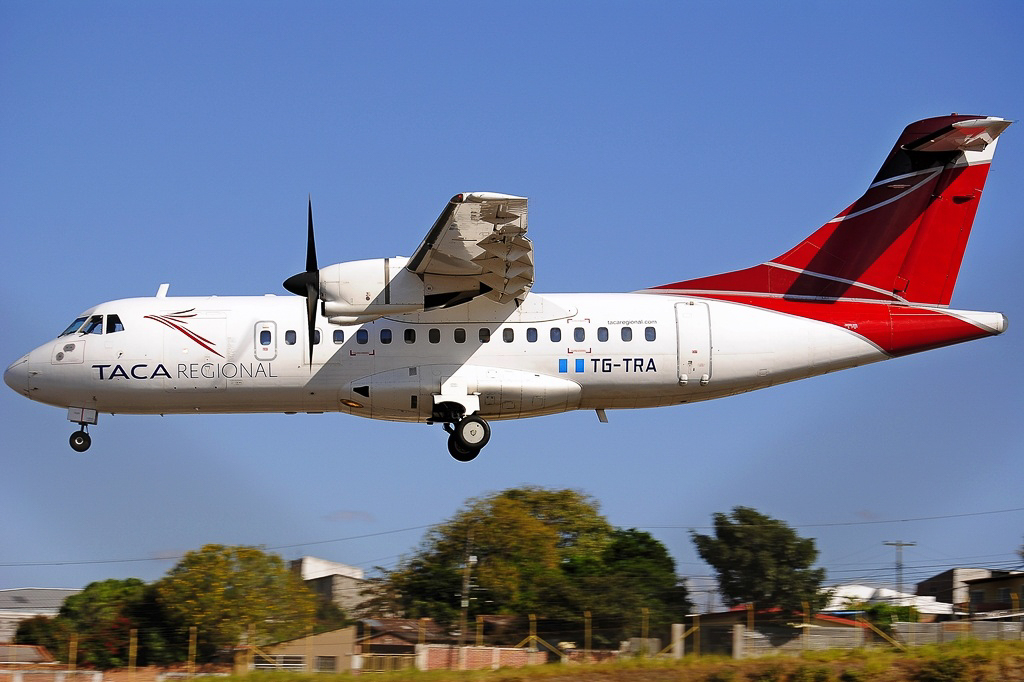
ATR 42-300 con matrícula TG-TRA con librea de TACA Regional
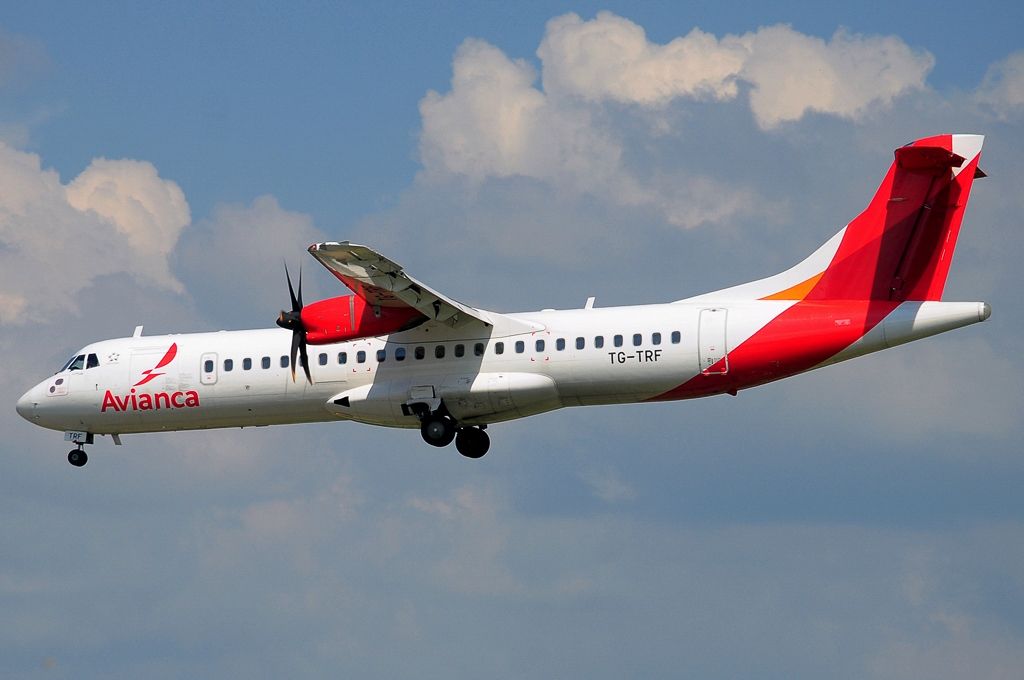
ATR 72-600 con matrícula TG-TRF de Avianca Guatemala
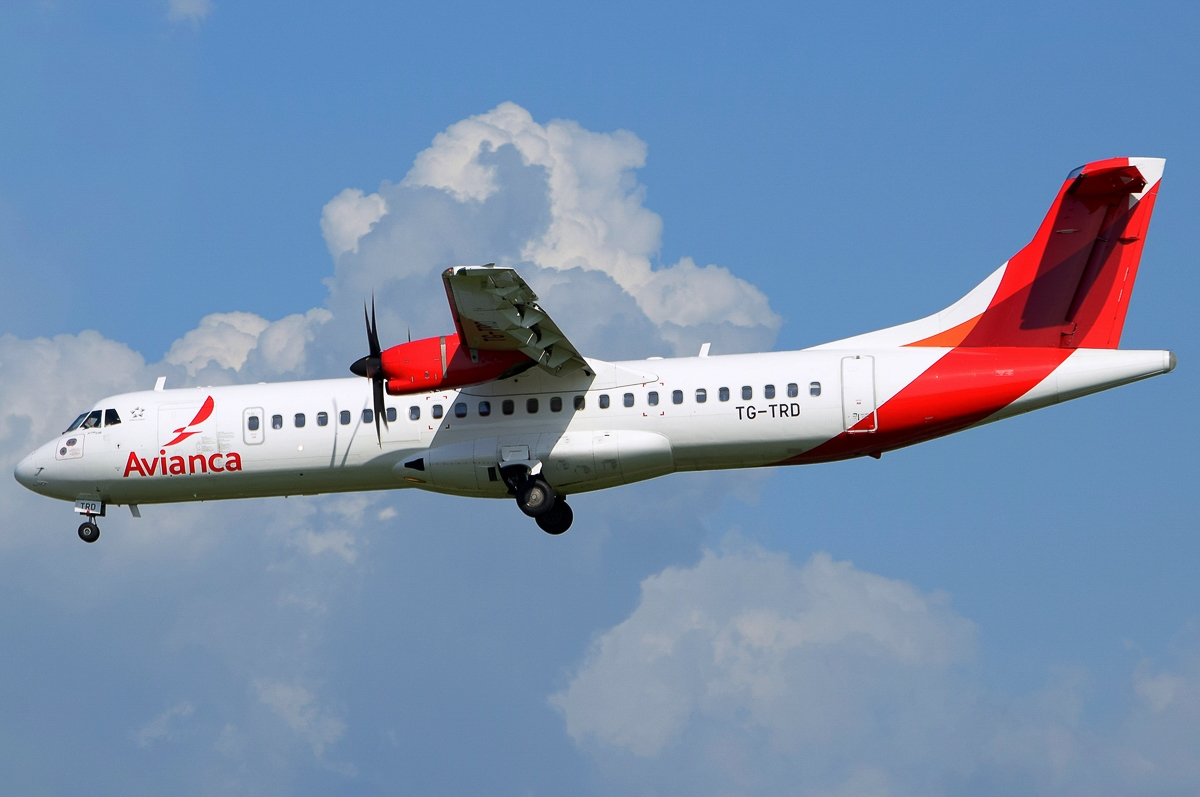
ATR 72-600 con matrícula TG-TRD de Avianca Guatemala
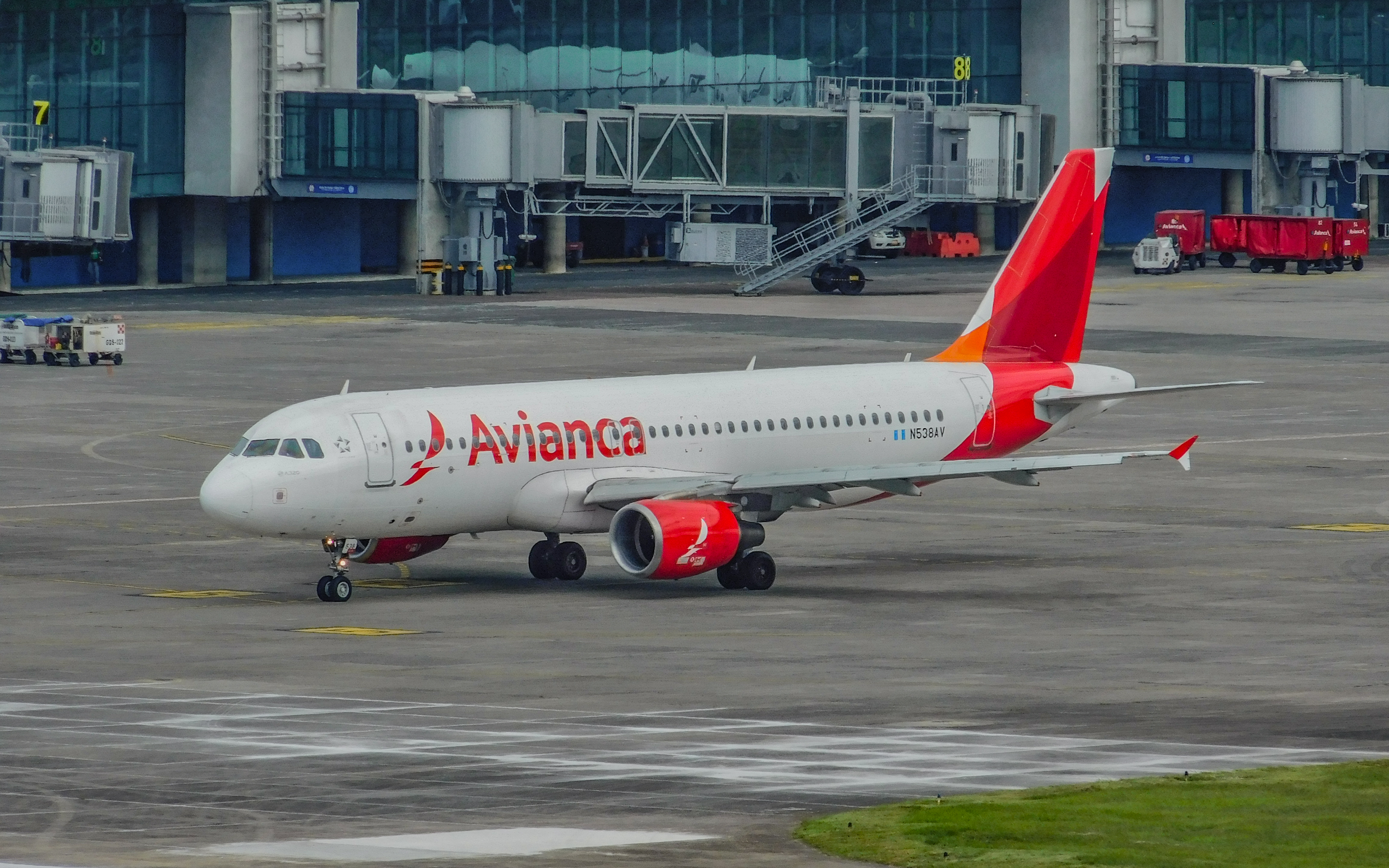
Airbus A320-200 N538AV de Avianca Guatemala
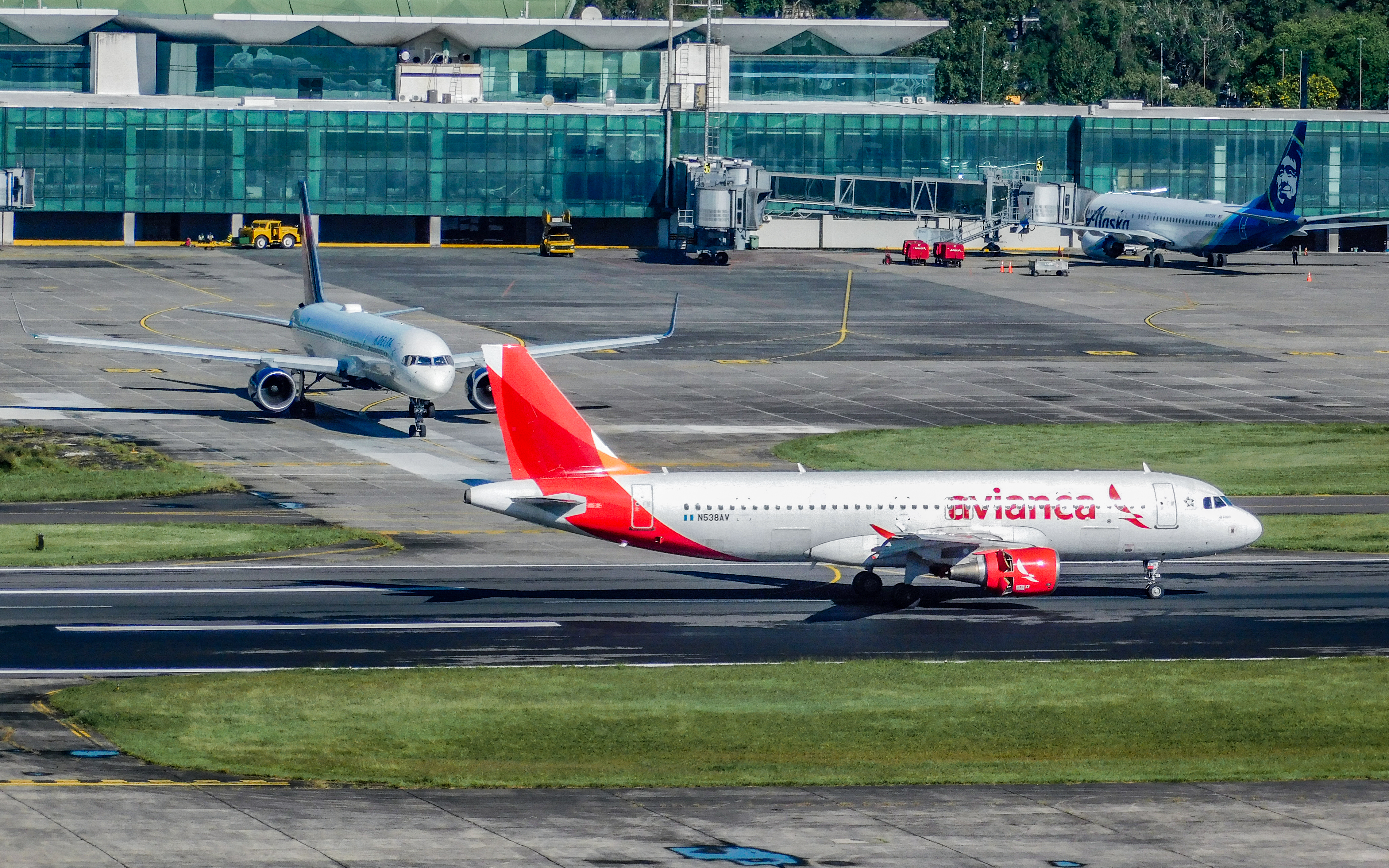
Airbus A320-200 N538AV de Avianca Guatemala
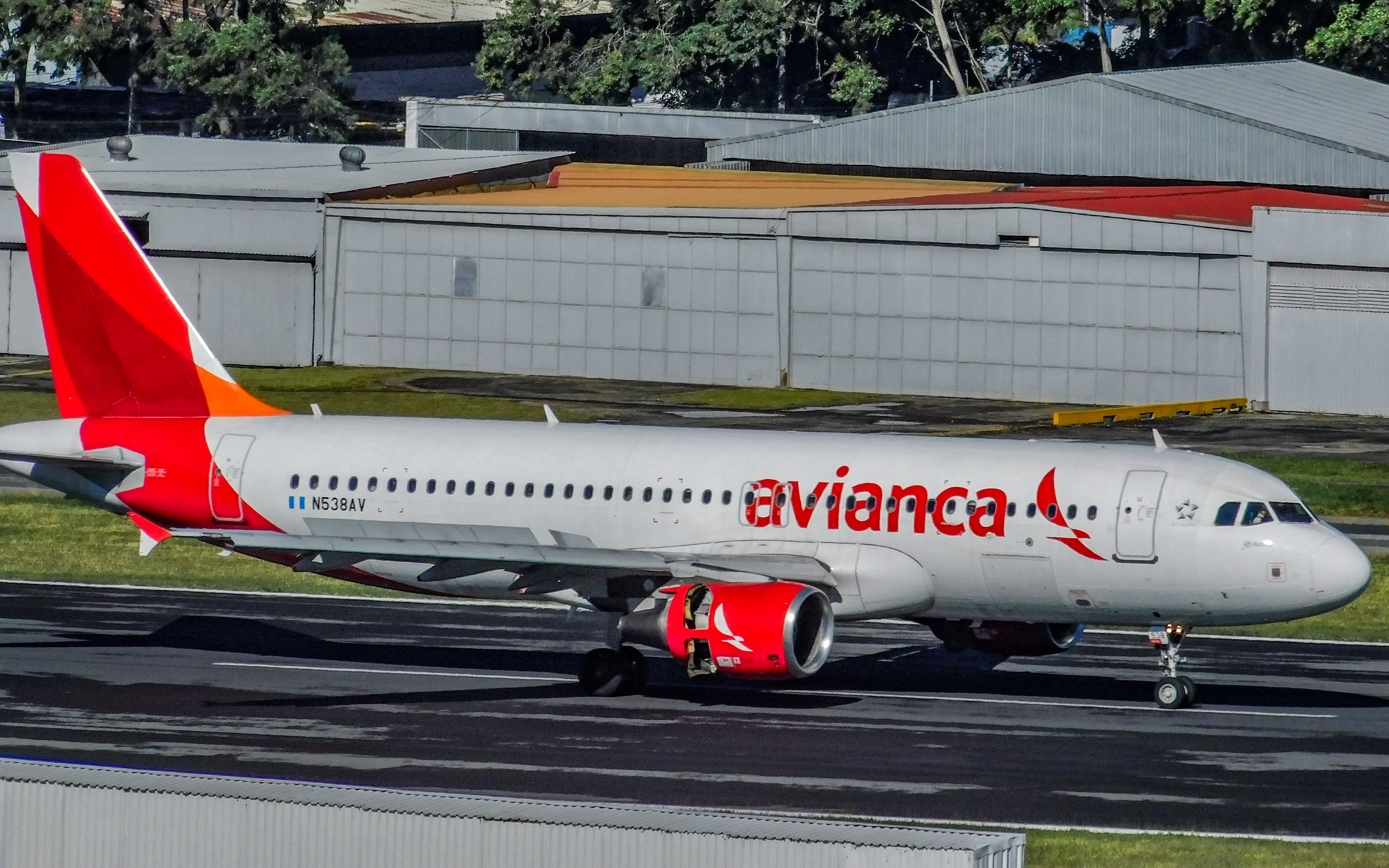
Airbus A320-200 N538AV de Avianca Guatemala